# 板倉勝顕
板倉 勝顕（いたくら かつあき）は、江戸時代後期の大名。陸奥国福島藩10代藩主。官位は従五位下・内膳正。重昌流板倉家第13代。

## 略歴
先代藩主・板倉勝俊の長男として誕生した。天保5年（1834年）、父の隠居により家督を相続する。
日米修好通商条約が締結され、日本が開港に踏み切ると、藩内特産品の生糸は輸出品の主力となった。慶応2年（1866年）に隠居し、跡を長男の勝己に譲ったが、実質的な藩政を主導し続けた。
明治10年（1877年）に死去した。

## 系譜
父母
- 板倉勝俊（父）
- 貞 - 上杉治広の娘（母）

正室
- 彜 - 上杉斉定の娘

側室
- 野村氏

子女
- 板倉勝己（長男） 生母は野村氏
- 板倉勝英（三男）
- 禎 - 酒井忠経正室